# Canton (Kansas)
Canton è un comune degli Stati Uniti d'America, situato nello Stato del Kansas, nella contea di McPherson.